# Sòcies i enemigues
Sòcies i enemigues (títol original en anglès, Like a Boss) és una pel·lícula de comèdia estatunidenca del 2020 dirigida per Miguel Arteta, escrita per Sam Pitman i Adam Cole-Kelly, i protagonitzada per Tiffany Haddish, Rose Byrne i Salma Hayek. La trama segueix dues amigues que intenten recuperar el control de la seva empresa de cosmètics d'un tità de la indústria. S'ha doblat al valencià per a À Punt.
La pel·lícula es va estrenar als Estats Units el 10 de gener de 2020 a càrrec de Paramount Pictures. La pel·lícula va rebre crítiques negatives, tot i que els elogis pel repartiment.